# ليه هارلي
ليه هارلي (بالإنجليزية: Les Harley)‏ (26 سبتمبر 1946 في المملكة المتحدة - ) هو لاعب كرة قدم بريطاني في مركز جناح ‏. لعب مع نادي بلاكبول ونادي روتشديل ونادي تشستر سيتي.

## وصلات خارجية
- ليه هارلي على موقع اللجنة الأولمبية الأسترالية (الإنجليزية)